# Arachnodes fairmairei
Arachnodes fairmairei là một loài bọ cánh cứng trong họ Bọ hung (Scarabaeidae).